# Llista de topònims de Vilanova de Meià
Llista de topònims (noms propis de lloc) del municipi de Vilanova de Meià, a la Noguera
Informació actualitzada per un bot. Els canvis manuals es perdran quan s'actualitzi!

## cabana
| imatge | Nom                       | Ubicat a         | instància de | Detalls       | coordenades                                                                                    | Protecció | Commons (més fotos)                  | Dades a WD                    |
| ------ | ------------------------- | ---------------- | ------------ | ------------- | ---------------------------------------------------------------------------------------------- | --------- | ------------------------------------ | ----------------------------- |
|        | cabana d'Argeric          | Vilanova de Meià | cabana       |               | 41° 58′ 21″ N, 1° 01′ 34″ E / 41.9726156175602°N,1.02622366785572°E                            |           |                                      | Modifica les dades a Wikidata |
|        | cabana de Cal Sec         | Vilanova de Meià | cabana       |               | 41° 57′ 55″ N, 1° 02′ 43″ E / 41.9653760750811°N,1.0452482674194°E                             |           |                                      | Modifica les dades a Wikidata |
|        | cabana de Felip           | Vilanova de Meià | cabana       |               | 42° 00′ 49″ N, 0° 56′ 54″ E / 42.0135167250913°N,0.948430374503171°E                           |           |                                      | Modifica les dades a Wikidata |
|        | cabana de Guerra          | Vilanova de Meià | cabana       |               | 42° 00′ 49″ N, 1° 03′ 38″ E / 42.0135218834519°N,1.06058472751315°E                            |           |                                      | Modifica les dades a Wikidata |
|        | cabana de Laupont         | Vilanova de Meià | cabana       |               | 41° 56′ 07″ N, 1° 01′ 41″ E / 41.9353166696732°N,1.02806208811626°E                            |           |                                      | Modifica les dades a Wikidata |
|        | cabana de Mariano         | Vilanova de Meià | cabana       |               | 42° 01′ 05″ N, 1° 01′ 56″ E / 42.0180371724868°N,1.03221053911522°E                            |           |                                      | Modifica les dades a Wikidata |
|        | cabana de Martó           | Vilanova de Meià | cabana       |               | 42° 00′ 44″ N, 1° 03′ 27″ E / 42.0122544178067°N,1.05753171088207°E                            |           |                                      | Modifica les dades a Wikidata |
|        | cabana de Pelegrí         | Vilanova de Meià | cabana       |               | 42° 00′ 52″ N, 0° 56′ 52″ E / 42.0144505915712°N,0.947772364761099°E                           |           |                                      | Modifica les dades a Wikidata |
|        | cabana de Silvestre       | Vilanova de Meià | cabana       |               | 41° 58′ 40″ N, 1° 05′ 12″ E / 41.977873307117°N,1.08673614741674°E                             |           |                                      | Modifica les dades a Wikidata |
|        | cabana de l'Andreu        | Vilanova de Meià | cabana       |               | 42° 00′ 52″ N, 1° 03′ 06″ E / 42.014478358553°N,1.05165511022344°E                             |           |                                      | Modifica les dades a Wikidata |
|        | cabana de l'Angeló        | Vilanova de Meià | cabana       |               | 41° 59′ 52″ N, 0° 56′ 32″ E / 41.9976834600556°N,0.942359172587518°E                           |           |                                      | Modifica les dades a Wikidata |
|        | cabana de l'Isaac         | Vilanova de Meià | cabana       |               | 42° 00′ 47″ N, 1° 03′ 15″ E / 42.0130725480344°N,1.0542582403896°E                             |           |                                      | Modifica les dades a Wikidata |
|        | cabana de les Costes      | Vilanova de Meià | cabana       |               | 42° 01′ 06″ N, 1° 01′ 16″ E / 42.0182246532724°N,1.02111769004131°E                            |           |                                      | Modifica les dades a Wikidata |
|        | cabana del Benito         | Vilanova de Meià | cabana       |               | 41° 59′ 46″ N, 0° 57′ 55″ E / 41.9961731526113°N,0.965238231362015°E                           |           |                                      | Modifica les dades a Wikidata |
|        | cabana del Bisbe          | Vilanova de Meià | cabana       |               | 41° 57′ 51″ N, 1° 04′ 20″ E / 41.9642547476903°N,1.07213213942515°E                            |           |                                      | Modifica les dades a Wikidata |
|        | cabana del Francesc       | Vilanova de Meià | cabana       |               | 41° 58′ 34″ N, 1° 01′ 46″ E / 41.976095006621°N,1.02954391762201°E                             |           |                                      | Modifica les dades a Wikidata |
|        | cabana del Joaquim        | Vilanova de Meià | cabana       |               | 42° 00′ 47″ N, 1° 00′ 48″ E / 42.012991°N,1.013225°E 998 msnm                                  |           |                                      | Modifica les dades a Wikidata |
|        | cabana del Pansot         | Vilanova de Meià | cabana       |               | 42° 00′ 20″ N, 1° 00′ 57″ E / 42.0054460125644°N,1.01595939786181°E                            |           |                                      | Modifica les dades a Wikidata |
|        | cabana del Pepito         | Vilanova de Meià | cabana       |               | 41° 59′ 40″ N, 0° 59′ 18″ E / 41.9943084840627°N,0.988199841551687°E                           |           |                                      | Modifica les dades a Wikidata |
|        | cabana del Pere           | Vilanova de Meià | cabana       |               | 42° 00′ 45″ N, 0° 57′ 10″ E / 42.0126050961137°N,0.952855452657413°E                           |           |                                      | Modifica les dades a Wikidata |
|        | cabana del Pubill         | Vilanova de Meià | cabana       | Estat: ruïnós | 42° 00′ 51″ N, 1° 02′ 34″ E / 42.0141274915705°N,1.04268079193951°E Montsec de Rúbies 869 msnm |           | Cabana del Pubill (Vilanova de Meià) | Modifica les dades a Wikidata |
|        | cabana del Quelet         | Vilanova de Meià | cabana       |               | 42° 00′ 58″ N, 1° 02′ 04″ E / 42.0160568755029°N,1.03437300990576°E                            |           |                                      | Modifica les dades a Wikidata |
|        | cabana del Serafí         | Vilanova de Meià | cabana       |               | 42° 00′ 56″ N, 0° 58′ 35″ E / 42.0154367762348°N,0.976423133717666°E                           |           |                                      | Modifica les dades a Wikidata |
|        | cobert de Cal Rossell     | Vilanova de Meià | cabana       |               | 41° 57′ 52″ N, 1° 01′ 36″ E / 41.9643200935587°N,1.02669703434749°E                            |           |                                      | Modifica les dades a Wikidata |
|        | cobert de Cal Vansa       | Vilanova de Meià | cabana       |               | 41° 59′ 54″ N, 1° 05′ 41″ E / 41.9982510021462°N,1.09466174706189°E                            |           |                                      | Modifica les dades a Wikidata |
|        | cobert de Sant Pere       | Vilanova de Meià | cabana       |               | 41° 57′ 55″ N, 1° 01′ 51″ E / 41.9654013752668°N,1.03092345532361°E                            |           |                                      | Modifica les dades a Wikidata |
|        | cobert de l'Antoni Feriol | Vilanova de Meià | cabana       |               | 41° 59′ 12″ N, 1° 02′ 24″ E / 41.9865333161389°N,1.040074151995°E                              |           |                                      | Modifica les dades a Wikidata |
|        | cobert de la Colònia      | Vilanova de Meià | cabana       |               | 41° 59′ 16″ N, 1° 03′ 57″ E / 41.9878971204152°N,1.0657812265872°E                             |           |                                      | Modifica les dades a Wikidata |
|        | cobert del Jeroni         | Vilanova de Meià | cabana       |               | 41° 57′ 52″ N, 1° 01′ 30″ E / 41.964398441885°N,1.02496900189704°E                             |           |                                      | Modifica les dades a Wikidata |
|        | cobert del Lluís Boliart  | Vilanova de Meià | cabana       |               | 41° 58′ 02″ N, 1° 01′ 33″ E / 41.9671860106848°N,1.02576381696418°E                            |           |                                      | Modifica les dades a Wikidata |
|        | corral de Mataperunya     | Vilanova de Meià | cabana       |               | 41° 59′ 46″ N, 0° 56′ 10″ E / 41.996176948326°N,0.936202111424493°E                            |           |                                      | Modifica les dades a Wikidata |
|        | corral de Pols            | Vilanova de Meià | cabana       |               | 41° 59′ 41″ N, 0° 59′ 14″ E / 41.9947608839613°N,0.987292190857554°E                           |           |                                      | Modifica les dades a Wikidata |
|        | corral de l'Arinyal       | Vilanova de Meià | cabana       |               | 41° 59′ 51″ N, 0° 58′ 29″ E / 41.9974373602049°N,0.974591075530887°E                           |           |                                      | Modifica les dades a Wikidata |
|        | corral de l'Isidre        | Vilanova de Meià | cabana       |               | 41° 58′ 22″ N, 1° 03′ 15″ E / 41.9728060837958°N,1.05425367780921°E                            |           |                                      | Modifica les dades a Wikidata |
|        | corral del Batistó        | Vilanova de Meià | cabana       |               | 41° 58′ 37″ N, 1° 03′ 26″ E / 41.9770342867627°N,1.05716647891629°E                            |           |                                      | Modifica les dades a Wikidata |
|        | corral del Colafut        | Vilanova de Meià | cabana       |               | 41° 58′ 39″ N, 1° 03′ 21″ E / 41.9776038698732°N,1.05570079020456°E                            |           |                                      | Modifica les dades a Wikidata |
|        | corral del Ferreró        | Vilanova de Meià | cabana       |               | 41° 58′ 42″ N, 1° 03′ 19″ E / 41.9784062377358°N,1.05521771811715°E                            |           |                                      | Modifica les dades a Wikidata |
|        | corral del Flequer        | Vilanova de Meià | cabana       |               | 41° 59′ 44″ N, 0° 59′ 17″ E / 41.9955118828653°N,0.988004977276934°E                           |           |                                      | Modifica les dades a Wikidata |
|        | corral del Gasparó        | Vilanova de Meià | cabana       |               | 41° 59′ 49″ N, 0° 57′ 47″ E / 41.9968467659661°N,0.963103934365395°E                           |           |                                      | Modifica les dades a Wikidata |
|        | corral del Macià          | Vilanova de Meià | cabana       |               | 42° 00′ 11″ N, 0° 54′ 38″ E / 42.0029193924656°N,0.910651980095628°E                           |           |                                      | Modifica les dades a Wikidata |
|        | corral del Pepe           | Vilanova de Meià | cabana       |               | 41° 59′ 43″ N, 0° 59′ 20″ E / 41.9952461746605°N,0.988773950662719°E                           |           |                                      | Modifica les dades a Wikidata |
|        | corral del Pereta         | Vilanova de Meià | cabana       |               | 42° 00′ 58″ N, 0° 55′ 21″ E / 42.0161673404592°N,0.922560855103294°E                           |           |                                      | Modifica les dades a Wikidata |
|        | corrals de Maçaners       | Vilanova de Meià | cabana       |               | 41° 59′ 29″ N, 1° 01′ 28″ E / 41.9914815316179°N,1.02454212271322°E                            |           |                                      | Modifica les dades a Wikidata |
|        | corrals de l'Era          | Vilanova de Meià | cabana       |               | 41° 59′ 31″ N, 1° 01′ 20″ E / 41.9919457004149°N,1.02220985686318°E                            |           |                                      | Modifica les dades a Wikidata |
|        | era de Barloc             | Vilanova de Meià | cabana       |               | 41° 58′ 14″ N, 1° 03′ 25″ E / 41.9704550078783°N,1.05688375624824°E                            |           |                                      | Modifica les dades a Wikidata |
|        | era de Ferrer             | Vilanova de Meià | cabana       | Estat: ruïnós | 41° 59′ 29″ N, 1° 00′ 00″ E / 41.9914179412409°N,1.00007347999632°E 663 msnm                   |           |                                      | Modifica les dades a Wikidata |
|        | era de Figueró            | Vilanova de Meià | cabana       |               | 41° 57′ 27″ N, 1° 03′ 08″ E / 41.957370530915°N,1.05218961037955°E                             |           |                                      | Modifica les dades a Wikidata |
|        | era de Gironell           | Vilanova de Meià | cabana       |               | 41° 59′ 21″ N, 1° 00′ 02″ E / 41.9891197349133°N,1.00049553029688°E                            |           |                                      | Modifica les dades a Wikidata |
|        | era de Pelegrí            | Vilanova de Meià | cabana       |               | 41° 59′ 29″ N, 1° 00′ 17″ E / 41.9914360081682°N,1.00473283133287°E                            |           |                                      | Modifica les dades a Wikidata |
|        | era de l'Isidre           | Vilanova de Meià | cabana       |               | 41° 58′ 17″ N, 1° 03′ 15″ E / 41.9715162094556°N,1.05413605712642°E                            |           |                                      | Modifica les dades a Wikidata |
|        | era del Berné             | Vilanova de Meià | cabana       |               | 41° 57′ 50″ N, 1° 01′ 30″ E / 41.963930993691°N,1.0250196454827°E                              |           |                                      | Modifica les dades a Wikidata |
|        | era del Caterí            | Vilanova de Meià | cabana       |               | 41° 57′ 24″ N, 1° 02′ 07″ E / 41.9567562195812°N,1.0351714134207°E                             |           |                                      | Modifica les dades a Wikidata |
|        | era del Durí              | Vilanova de Meià | cabana       |               | 41° 58′ 53″ N, 1° 01′ 05″ E / 41.9815245208232°N,1.01796987332879°E                            |           |                                      | Modifica les dades a Wikidata |
|        | era del Ferrer            | Vilanova de Meià | cabana       |               | 41° 57′ 51″ N, 1° 01′ 33″ E / 41.9641521358075°N,1.02583338176416°E                            |           |                                      | Modifica les dades a Wikidata |
|        | era del Josep Porta       | Vilanova de Meià | cabana       |               | 41° 59′ 25″ N, 1° 01′ 16″ E / 41.9902261493951°N,1.02120076219833°E                            |           |                                      | Modifica les dades a Wikidata |
|        | era del Porta             | Vilanova de Meià | cabana       |               | 41° 58′ 55″ N, 1° 03′ 05″ E / 41.981918232549°N,1.0514775725042°E 657 msnm                     |           |                                      | Modifica les dades a Wikidata |
|        | era del Puigpinós         | Vilanova de Meià | cabana       |               | 41° 59′ 00″ N, 1° 03′ 14″ E / 41.9834718354357°N,1.0538684988501°E                             |           |                                      | Modifica les dades a Wikidata |
|        | era del Segur             | Vilanova de Meià | cabana       |               | 41° 57′ 56″ N, 1° 01′ 31″ E / 41.9656391000266°N,1.02536509787482°E                            |           |                                      | Modifica les dades a Wikidata |
|        | era del Sigaler           | Vilanova de Meià | cabana       |               | 41° 58′ 52″ N, 1° 00′ 59″ E / 41.9810450645047°N,1.01628282581401°E                            |           |                                      | Modifica les dades a Wikidata |
|        | la Caseta                 | Vilanova de Meià | cabana       |               | 41° 59′ 42″ N, 0° 59′ 52″ E / 41.9950726539833°N,0.997906607954765°E                           |           |                                      | Modifica les dades a Wikidata |

## casa
| imatge | Nom                                    | Ubicat a            | instància de | Detalls                                                                                 | coordenades                                                                                         | Protecció                                  | Commons (més fotos)                    | Dades a WD                    |
| ------ | -------------------------------------- | ------------------- | ------------ | --------------------------------------------------------------------------------------- | --------------------------------------------------------------------------------------------------- | ------------------------------------------ | -------------------------------------- | ----------------------------- |
|        | Casa Gasset                            | Lluçars             | casa         | Estil: arquitectura barroca 18th century                                                | 41° 58′ 32″ N, 1° 03′ 25″ E / 41.975555°N,1.056807°E ca:Travessia Plaça Major 622 msnm              | bé integrant del patrimoni cultural català | Casa Gasset                            | Modifica les dades a Wikidata |
|        | Casa Pere Roca                         | Tòrrec              | casa         | Estil: arquitectura popular 19th century                                                | 41° 58′ 46″ N, 1° 04′ 24″ E / 41.97942°N,1.073317°E 530 msnm                                        | bé integrant del patrimoni cultural català |                                        | Modifica les dades a Wikidata |
|        | Casa de la Vila de Santa Maria de Meià | Santa Maria de Meià | casa         | Estil: arquitectura barroca 17th century                                                | 41° 59′ 35″ N, 0° 59′ 41″ E / 41.993084°N,0.99463°E ca:C. del Forn, 1 685 msnm                      | bé integrant del patrimoni cultural català | Casa de la Vila de Santa Maria de Meià | Modifica les dades a Wikidata |
|        | cal Fuster                             | Vilanova de Meià    | casa         | Estil: arquitectura barroca arquitectura gòtica arquitectura contemporània 15th century | 41° 59′ 35″ N, 0° 59′ 42″ E / 41.993176°N,0.995026°E ca:Pl. Panell, 6, Santa Maria de Meià 693 msnm | bé integrant del patrimoni cultural català | Cal Fuster (Vilanova de Meià)          | Modifica les dades a Wikidata |
|        | cal Guerra                             | Vilanova de Meià    | casa         | Estil: gòtic tardà 14th century                                                         | 41° 59′ 41″ N, 1° 01′ 22″ E / 41.994703°N,1.022689°E ca:C. Teixidors, 29 603 msnm                   | bé integrant del patrimoni cultural català | Cal Guerra (Vilanova de Meià)          | Modifica les dades a Wikidata |

## casa forta
| imatge | Nom                       | Ubicat a         | instància de | Detalls                                   | coordenades                                                   | Protecció                                  | Commons (més fotos)       | Dades a WD                    |
| ------ | ------------------------- | ---------------- | ------------ | ----------------------------------------- | ------------------------------------------------------------- | ------------------------------------------ | ------------------------- | ----------------------------- |
|        | Casa forta de Rocaspana   | Vilanova de Meià | casa forta   | Estil: arquitectura romànica 10th century | 41° 59′ 41″ N, 0° 56′ 26″ E / 41.994732°N,0.940471°E 959 msnm | bé integrant del patrimoni cultural català | Casa forta de Rocaspana   | Modifica les dades a Wikidata |
|        | Casa forta de Vallfarines | Vilanova de Meià | casa forta   | Estil: arquitectura romànica 12nd century | 42° 00′ 01″ N, 0° 57′ 37″ E / 42.000408°N,0.960289°E 874 msnm | bé integrant del patrimoni cultural català | Casa forta de Vallfarines | Modifica les dades a Wikidata |

## castell
| imatge | Nom                     | Ubicat a         | instància de | Detalls                                   | coordenades                                                                                | Protecció                                            | Commons (més fotos)          | Dades a WD                    |
| ------ | ----------------------- | ---------------- | ------------ | ----------------------------------------- | ------------------------------------------------------------------------------------------ | ---------------------------------------------------- | ---------------------------- | ----------------------------- |
|        | castell d'Argentera     | Vilanova de Meià | castell      | Estil: arquitectura romànica              | 41° 57′ 10″ N, 1° 01′ 57″ E / 41.952768°N,1.032491°E ca:Argentera 481 msnm                 | bé d'interès cultural bé cultural d'interès nacional | Castell d'Argentera          | Modifica les dades a Wikidata |
|        | castell d'Orenga        | Vilanova de Meià | castell      | Estil: arquitectura romànica              | 41° 59′ 31″ N, 0° 56′ 44″ E / 41.9918944444°N,0.945458333333°E ca:Els Castellets 1065 msnm | bé d'interès cultural bé cultural d'interès nacional | Castell d'Orenga             | Modifica les dades a Wikidata |
|        | castell de Cabrera      | Vilanova de Meià | castell      |                                           | 42° 00′ 18″ N, 0° 54′ 56″ E / 42.005033°N,0.915645°E 782 msnm                              | bé d'interès cultural bé cultural d'interès nacional | Castell de Cabrera (Noguera) | Modifica les dades a Wikidata |
|        | castell de Meià         | Vilanova de Meià | castell      | Estil: arquitectura romànica              | 42° 00′ 10″ N, 1° 01′ 14″ E / 42.002775°N,1.020593°E ca:al Puig de Meià 923 msnm           | bé d'interès cultural bé cultural d'interès nacional | Castell de Meià              | Modifica les dades a Wikidata |
|        | castell de Peralba      | Vilanova de Meià | castell      | Estil: arquitectura romànica              | 41° 59′ 38″ N, 0° 55′ 10″ E / 41.993868°N,0.919406°E 750 msnm                              | bé d'interès cultural bé cultural d'interès nacional | Castell de Peralba           | Modifica les dades a Wikidata |
|        | castell de la Fabregada | Vilanova de Meià | castell      | Estil: arquitectura romànica 11st century | 42° 01′ 04″ N, 1° 02′ 38″ E / 42.017789°N,1.043882°E ca:La Fabregada 950 msnm              | bé integrant del patrimoni cultural català           | Castell de la Fabregada      | Modifica les dades a Wikidata |

## cementiri
| imatge | Nom                           | Ubicat a         | instància de | Detalls                                        | coordenades                                                                            | Protecció                                  | Commons (més fotos)           | Dades a WD                    |
| ------ | ----------------------------- | ---------------- | ------------ | ---------------------------------------------- | -------------------------------------------------------------------------------------- | ------------------------------------------ | ----------------------------- | ----------------------------- |
|        | cementiri de Tòrrec           | Vilanova de Meià | cementiri    |                                                | 41° 58′ 33″ N, 1° 04′ 27″ E / 41.975833698327°N,1.07410017320368°E                     |                                            |                               | Modifica les dades a Wikidata |
|        | cementiri de Vilanova de Meià | Vilanova de Meià | cementiri    | Estil: historicisme arquitectònic 19th century | 41° 58′ 55″ N, 1° 01′ 43″ E / 41.981863°N,1.028612°E ca:Ctra. Artesa de Segre 544 msnm | bé integrant del patrimoni cultural català | Cementiri de Vilanova de Meià | Modifica les dades a Wikidata |
|        | lo Cementiri Vell             | Vilanova de Meià | cementiri    |                                                | 41° 59′ 44″ N, 1° 01′ 21″ E / 41.9955434584454°N,1.02246061996193°E                    |                                            |                               | Modifica les dades a Wikidata |

## cova
| imatge | Nom                     | Ubicat a         | instància de                | Detalls | coordenades                                                          | Protecció                                  | Commons (més fotos) | Dades a WD                    |
| ------ | ----------------------- | ---------------- | --------------------------- | ------- | -------------------------------------------------------------------- | ------------------------------------------ | ------------------- | ----------------------------- |
|        | cova de Barmó           | Vilanova de Meià | cova                        |         | 42° 00′ 34″ N, 1° 02′ 14″ E / 42.0093693244708°N,1.03723564788611°E  |                                            |                     | Modifica les dades a Wikidata |
|        | cova de Montadó de Baix | Vilanova de Meià | cova                        |         | 42° 00′ 50″ N, 1° 04′ 23″ E / 42.0138397658478°N,1.07303813307737°E  |                                            |                     | Modifica les dades a Wikidata |
|        | cova de Montadó de Dalt | Vilanova de Meià | cova                        |         | 42° 00′ 59″ N, 1° 04′ 18″ E / 42.0163996836655°N,1.0715598844555°E   |                                            |                     | Modifica les dades a Wikidata |
|        | cova de l'Onso          | Vilanova de Meià | cova                        |         | 42° 00′ 34″ N, 0° 55′ 29″ E / 42.0095590982426°N,0.924671859132899°E |                                            |                     | Modifica les dades a Wikidata |
|        | cova de la Cabroa       | Vilanova de Meià | cova jaciment paleontològic |         | 42° 00′ 30″ N, 0° 57′ 19″ E / 42.0084320581457°N,0.955199124864083°E | bé integrant del patrimoni cultural català |                     | Modifica les dades a Wikidata |
|        | cova de les Monges      | Vilanova de Meià | cova jaciment arqueològic   |         | 42° 01′ 07″ N, 1° 02′ 47″ E / 42.0187009577059°N,1.04628452680414°E  |                                            |                     | Modifica les dades a Wikidata |
|        | cova de les Sies        | Vilanova de Meià | cova                        |         | 42° 01′ 00″ N, 0° 53′ 21″ E / 42.0166119702856°N,0.889189665183331°E |                                            |                     | Modifica les dades a Wikidata |
|        | cova del Barril         | Vilanova de Meià | cova                        |         | 42° 00′ 14″ N, 1° 00′ 56″ E / 42.0037820612951°N,1.01556435188371°E  |                                            |                     | Modifica les dades a Wikidata |
|        | cova del Manco          | Vilanova de Meià | cova                        |         | 42° 01′ 24″ N, 0° 52′ 46″ E / 42.023347393404°N,0.879364573262858°E  |                                            |                     | Modifica les dades a Wikidata |
|        | cova del Mort           | Vilanova de Meià | cova                        |         | 42° 01′ 07″ N, 0° 52′ 49″ E / 42.018472859643°N,0.880215014874585°E  |                                            |                     | Modifica les dades a Wikidata |
|        | cova del Poneta         | Vilanova de Meià | cova                        |         | 42° 01′ 44″ N, 1° 03′ 03″ E / 42.0288486964095°N,1.05092628597166°E  |                                            |                     | Modifica les dades a Wikidata |

## creu de terme
| imatge | Nom                                  | Ubicat a         | instància de  | Detalls                    | coordenades                                                                                    | Protecció                                  | Commons (més fotos)                  | Dades a WD                    |
| ------ | ------------------------------------ | ---------------- | ------------- | -------------------------- | ---------------------------------------------------------------------------------------------- | ------------------------------------------ | ------------------------------------ | ----------------------------- |
|        | creu de terme de la plaça de la Creu | Vilanova de Meià | creu de terme |                            | 41° 59′ 45″ N, 1° 01′ 23″ E / 41.995905°N,1.023108°E ca:Pl. de la Creu 626 msnm                | bé integrant del patrimoni cultural català | Creu de terme de la plaça de la Creu | Modifica les dades a Wikidata |
|        | creu dels Prats                      | Vilanova de Meià | creu de terme | Estil: arquitectura gòtica | 41° 58′ 54″ N, 1° 01′ 43″ E / 41.981737°N,1.028736°E ca:Cementiri de Vilanova de Meià 543 msnm | bé integrant del patrimoni cultural català | Creu de terme gòtica al fossar       | Modifica les dades a Wikidata |

## curs d'aigua
| imatge | Nom               | Ubicat a                                           | instància de     | Detalls                                      | coordenades | Protecció | Commons (més fotos) | Dades a WD                    |
| ------ | ----------------- | -------------------------------------------------- | ---------------- | -------------------------------------------- | --- | --------- | ------------------- | ----------------------------- |
|        | Noguera Pallaresa | Vall d'Aran Pallars Sobirà Pallars Jussà Noguera   | curs d'aigua     | Desemboca: Segre Llarg: 154km Conca: 2820km² | 41° 54′ 23″ N, 0° 53′ 24″ E / 41.9064°N,0.8901°E 42° 42′ 43″ N, 0° 56′ 58″ E / 42.71185°N,0.94951944444444°E                |           | Noguera Pallaresa   | Modifica les dades a Wikidata |
|        | el Boix           | Vilanova de Meià Artesa de Segre Gavet de la Conca | curs d'aigua riu | Desemboca: Segre Llarg: 23km                 | 42° 01′ 22″ N, 0° 59′ 30″ E / 42.02279°N,0.9915530555555556°E 41° 54′ 28″ N, 1° 00′ 40″ E / 41.90776°N,1.0109769444444443°E |           | Riu Boix            | Modifica les dades a Wikidata |

## edifici
| imatge | Nom                     | Ubicat a         | instància de | Detalls                                  | coordenades                                                                        | Protecció                                  | Commons (més fotos)     | Dades a WD                    |
| ------ | ----------------------- | ---------------- | ------------ | ---------------------------------------- | ---------------------------------------------------------------------------------- | ------------------------------------------ | ----------------------- | ----------------------------- |
|        | Hostal Pissè            | Vilanova de Meià | edifici      | Estil: arquitectura popular 19th century | 41° 59′ 44″ N, 1° 01′ 25″ E / 41.995443°N,1.023743°E ca:C. de la Font, 16 612 msnm | bé integrant del patrimoni cultural català | Hostal Pissè            | Modifica les dades a Wikidata |
|        | les Cases de la Pedrera | Vilanova de Meià | edifici      |                                          | 42° 01′ 09″ N, 0° 53′ 22″ E / 42.0190485488229°N,0.889459297729261°E 845 msnm      |                                            | Les Cases de la Pedrera | Modifica les dades a Wikidata |

## entitat singular de població
| imatge | Nom                 | Ubicat a         | instància de                                                    | Detalls | coordenades                                                                | Protecció | Commons (més fotos)          | Dades a WD                    |
| ------ | ------------------- | ---------------- | --------------------------------------------------------------- | ------- | -------------------------------------------------------------------------- | --------- | ---------------------------- | ----------------------------- |
|        | Argentera           | Vilanova de Meià | entitat singular de població                                    | 65 hab  | 41° 57′ 34″ N, 1° 02′ 34″ E / 41.959456°N,1.042802°E 529 msnm              |           | Argentera (Vilanova de Meià) | Modifica les dades a Wikidata |
|        | Boada               | Vilanova de Meià | entitat singular de població                                    | 10 hab  | 41° 57′ 31″ N, 1° 03′ 18″ E / 41.958502428946°N,1.0549576175886°E 570 msnm |           | Boada (Vilanova de Meià)     | Modifica les dades a Wikidata |
|        | Gàrzola             | Vilanova de Meià | entitat singular de població                                    | 37 hab  | 41° 57′ 47″ N, 1° 01′ 35″ E / 41.963054°N,1.026267°E 519 msnm              |           | Gàrzola (Vilanova de Meià)   | Modifica les dades a Wikidata |
|        | Lluçars             | Vilanova de Meià | entitat singular de població                                    | 16 hab  | 41° 58′ 32″ N, 1° 03′ 25″ E / 41.975580555556°N,1.0568111111111°E 622 msnm |           | Lluçars                      | Modifica les dades a Wikidata |
|        | Santa Maria de Meià | Vilanova de Meià | entitat singular de població entitat municipal descentralitzada | 84 hab  | 41° 59′ 36″ N, 0° 59′ 38″ E / 41.9932°N,0.993903°E 692 msnm                |           | Santa Maria de Meià          | Modifica les dades a Wikidata |
|        | Tòrrec              | Vilanova de Meià | entitat singular de població                                    | 26 hab  | 41° 58′ 47″ N, 1° 04′ 25″ E / 41.9796°N,1.07373°E 534 msnm                 |           | Tòrrec                       | Modifica les dades a Wikidata |
|        | Vilanova de Meià    | Vilanova de Meià | entitat singular de població capital municipal                  | 224 hab | 41° 59′ 47″ N, 1° 01′ 29″ E / 41.9965°N,1.02482°E 596 msnm                 |           |                              | Modifica les dades a Wikidata |

## església
| imatge | Nom                               | Ubicat a            | instància de     | Detalls                                                                                     | coordenades | Protecció                                            | Commons (més fotos)               | Dades a WD                    |
| ------ | --------------------------------- | ------------------- | ---------------- | ------------------------------------------------------------------------------------------- | --- | ---------------------------------------------------- | --------------------------------- | ----------------------------- |
|        | Mare de Déu del Carme d'Argentera | Argentera           | església         | Estil: arquitectura popular 19th century                                                    | 41° 57′ 34″ N, 1° 02′ 34″ E / 41.959449°N,1.042717°E 529 msnm                                                  | bé cultural d'interès local                          | Mare de Déu del Carme d'Argentera | Modifica les dades a Wikidata |
|        | Mare de Déu del Remei d'Argentera | Argentera           | església         | Estil: arquitectura romànica 11st century                                                   | 41° 57′ 21″ N, 1° 01′ 52″ E / 41.955769°N,1.031066°E 484 msnm                                                  | bé cultural d'interès local                          | Mare de Déu del Remei d'Argentera | Modifica les dades a Wikidata |
|        | Mare de Déu del Remei de Gàrzola  | Gàrzola             | església         | Estil: arquitectura popular arquitectura barroca 17th century                               | 41° 57′ 47″ N, 1° 01′ 35″ E / 41.963089°N,1.02634°E ca:Pl. de l'Església                                       | bé cultural d'interès local                          | Mare de Déu del Remei de Gàrzola  | Modifica les dades a Wikidata |
|        | Sant Alís                         | Vilanova de Meià    | església capella |                                                                                             | 42° 00′ 25″ N, 0° 59′ 14″ E / 42.0070282116896°N,0.987352192672507°E 1260 msnm                                 |                                                      |                                   | Modifica les dades a Wikidata |
|        | Sant Cristòfol del Puig de Meià   | Vilanova de Meià    | església         | Estil: arquitectura romànica 10th century                                                   | 42° 00′ 10″ N, 1° 01′ 06″ E / 42.002825°N,1.018278°E 921 msnm                                                  | bé cultural d'interès local                          | Sant Cristòfol del Puig de Meià   | Modifica les dades a Wikidata |
|        | Sant Isidre de Tòrrec             | Tòrrec              | església         | Estil: arquitectura popular arquitectura barroca 17th century                               | 41° 58′ 48″ N, 1° 04′ 27″ E / 41.979869°N,1.074142°E ca:Pg. de l'Amistat,1 539 msnm                            | bé cultural d'interès local                          | Sant Isidre de Tòrrec             | Modifica les dades a Wikidata |
|        | Sant Miquel del Puig de Meià      | Vilanova de Meià    | església capella |                                                                                             | 42° 00′ 01″ N, 1° 01′ 36″ E / 42.000396692755°N,1.02658450906729°E                                             |                                                      |                                   | Modifica les dades a Wikidata |
|        | Sant Pere de Boada                | Boada               | església         | Estil: arquitectura barroca arquitectura popular 17th century                               | 41° 57′ 31″ N, 1° 03′ 17″ E / 41.958555°N,1.054748°E ca:Pl. de l'Església 570 msnm                             | bé cultural d'interès local                          | Sant Pere de Boada                | Modifica les dades a Wikidata |
|        | Sant Pere de Cabrera              | Vilanova de Meià    | església         | Estil: arquitectura romànica 12nd century                                                   | 42° 00′ 18″ N, 0° 54′ 56″ E / 42.005014°N,0.9156°E 780 msnm                                                    | bé integrant del patrimoni cultural català           |                                   | Modifica les dades a Wikidata |
|        | Sant Pere de Lluçars              | Lluçars             | església         | Estil: arquitectura del Renaixement arquitectura barroca 17th century                       | 41° 58′ 32″ N, 1° 03′ 23″ E / 41.975474°N,1.056279°E ca:Pl. de l'Església 620 msnm                             | bé cultural d'interès local                          | Sant Pere de Lluçars              | Modifica les dades a Wikidata |
|        | Sant Pere de l'Obac               | Santa Maria de Meià | església capella | Estat: ruïnós                                                                               | 41° 59′ 33″ N, 0° 59′ 15″ E / 41.9924336170917°N,0.987594918738764°E 687 msnm                                  |                                                      |                                   | Modifica les dades a Wikidata |
|        | Sant Sadurní de la Fabregada      | Vilanova de Meià    | església         | Estil: arquitectura romànica 11st century                                                   | 42° 01′ 06″ N, 1° 02′ 43″ E / 42.018445°N,1.045293°E ca:La Fabregada 982 msnm                                  | bé integrant del patrimoni cultural català           | Sant Sadurní de la Fabregada      | Modifica les dades a Wikidata |
|        | Sant Salvador de Vilanova de Meià | Vilanova de Meià    | església         | Estil: arquitectura romànica arquitectura gòtica arquitectura barroca                       | 41° 59′ 44″ N, 1° 01′ 22″ E / 41.995504°N,1.022652°E 625 msnm                                                  | bé d'interès cultural bé cultural d'interès nacional | Sant Salvador de Meià             | Modifica les dades a Wikidata |
|        | Sant Sebastià a la Coscollera     | Vilanova de Meià    | església         | Estil: arquitectura gòtica 16th century                                                     | 42° 00′ 11″ N, 0° 58′ 35″ E / 42.003129°N,0.976343°E ca:Quadra de la Coscollera, Santa Maria de Meià, 968 msnm | bé cultural d'interès local                          | Sant Sebastià a la Coscollera     | Modifica les dades a Wikidata |
|        | Santa Cecília de la Fabregada     | Vilanova de Meià    | església         | Estil: arquitectura romànica 10th century                                                   | 42° 00′ 28″ N, 1° 03′ 46″ E / 42.007737°N,1.062847°E ca:Fabregada 780 msnm                                     | bé integrant del patrimoni cultural català           | Santa Cecília de la Fabregada     | Modifica les dades a Wikidata |
|        | Santa Maria de Lavansa            | Vilanova de Meià    | església         | Estil: arquitectura romànica 11st century                                                   | 41° 59′ 26″ N, 1° 04′ 25″ E / 41.990654°N,1.073614°E ca:La Vansa 520 msnm                                      | bé integrant del patrimoni cultural català           | Santa Maria de la Vansa           | Modifica les dades a Wikidata |
|        | església de Santa Maria de Meià   | Santa Maria de Meià | església         | Estil: arquitectura del Renaixement arquitectura popular arquitectura romànica 11st century | 41° 59′ 33″ N, 0° 59′ 28″ E / 41.992402°N,0.99109°E ca:Carrer del Viver 692 msnm                               | bé cultural d'interès nacional                       | Església de Santa Maria de Meià   | Modifica les dades a Wikidata |

## font
| imatge | Nom                    | Ubicat a         | instància de | Detalls | coordenades                                                          | Protecció | Commons (més fotos) | Dades a WD                    |
| ------ | ---------------------- | ---------------- | ------------ | ------- | -------------------------------------------------------------------- | --------- | ------------------- | ----------------------------- |
|        | font Blanca            | Vilanova de Meià | font         |         | 42° 00′ 58″ N, 1° 02′ 25″ E / 42.016101561938°N,1.04014444931329°E   |           |                     | Modifica les dades a Wikidata |
|        | font de Laupont        | Vilanova de Meià | font         |         | 41° 56′ 11″ N, 1° 01′ 36″ E / 41.936405104552°N,1.0266810410051°E    |           |                     | Modifica les dades a Wikidata |
|        | font de Vallderiola    | Vilanova de Meià | font         |         | 41° 59′ 20″ N, 0° 55′ 52″ E / 41.9887731267508°N,0.931153939741211°E |           |                     | Modifica les dades a Wikidata |
|        | font de la Figuera     | Vilanova de Meià | font         |         | 42° 01′ 14″ N, 1° 01′ 47″ E / 42.0206169889628°N,1.02982409643659°E  |           |                     | Modifica les dades a Wikidata |
|        | font de la Teulera     | Vilanova de Meià | font         |         | 41° 59′ 24″ N, 1° 03′ 14″ E / 41.99000739772°N,1.0539984381359°E     |           |                     | Modifica les dades a Wikidata |
|        | font de les Costes     | Vilanova de Meià | font         |         | 41° 59′ 31″ N, 1° 01′ 49″ E / 41.991959558675°N,1.03034625340581°E   |           |                     | Modifica les dades a Wikidata |
|        | font de les Tosquelles | Vilanova de Meià | font         |         | 41° 59′ 40″ N, 0° 57′ 59″ E / 41.9943720657842°N,0.966261451902009°E |           |                     | Modifica les dades a Wikidata |
|        | font del Cardenal      | Vilanova de Meià | font         |         | 42° 01′ 44″ N, 1° 03′ 00″ E / 42.0289662803657°N,1.04989593787077°E  |           |                     | Modifica les dades a Wikidata |
|        | font del Manel         | Vilanova de Meià | font         |         | 42° 01′ 00″ N, 0° 59′ 18″ E / 42.0165913729415°N,0.988306586110888°E |           |                     | Modifica les dades a Wikidata |
|        | font del Novau         | Vilanova de Meià | font         |         | 41° 58′ 21″ N, 1° 02′ 23″ E / 41.9723899608827°N,1.03985625157432°E  |           |                     | Modifica les dades a Wikidata |
|        | font del Porró         | Vilanova de Meià | font         |         | 41° 59′ 41″ N, 1° 00′ 37″ E / 41.994663269485°N,1.0103943228495°E    |           |                     | Modifica les dades a Wikidata |
|        | font del Rossell       | Vilanova de Meià | font         |         | 41° 58′ 21″ N, 1° 01′ 10″ E / 41.9724378969035°N,1.01956720834295°E  |           |                     | Modifica les dades a Wikidata |
|        | font dels Paús         | Vilanova de Meià | font         |         | 42° 00′ 56″ N, 1° 01′ 17″ E / 42.015537°N,1.02144°E 900 msnm         |           | Paús                | Modifica les dades a Wikidata |

## granja
| imatge | Nom                        | Ubicat a         | instància de | Detalls | coordenades                                                                  | Protecció | Commons (més fotos) | Dades a WD                    |
| ------ | -------------------------- | ---------------- | ------------ | ------- | ---------------------------------------------------------------------------- | --------- | ------------------- | ----------------------------- |
|        | Granges Redon              | Vilanova de Meià | granja       |         | 41° 59′ 36″ N, 0° 59′ 18″ E / 41.9933361521497°N,0.988218401389574°E         |           |                     | Modifica les dades a Wikidata |
|        | Granges del Sala           | Vilanova de Meià | granja       |         | 41° 59′ 22″ N, 1° 01′ 42″ E / 41.9894669669593°N,1.02837088934735°E 570 msnm |           |                     | Modifica les dades a Wikidata |
|        | Granges dels Germans Serra | Vilanova de Meià | granja       |         | 41° 58′ 34″ N, 1° 01′ 40″ E / 41.9760304057356°N,1.02788032826989°E          |           |                     | Modifica les dades a Wikidata |
|        | Granja Fontanet            | Vilanova de Meià | granja       |         | 41° 59′ 31″ N, 0° 59′ 24″ E / 41.9920237419246°N,0.989901595416715°E         |           |                     | Modifica les dades a Wikidata |
|        | Granja Miqueló             | Vilanova de Meià | granja       |         | 41° 59′ 54″ N, 0° 58′ 52″ E / 41.9983451318473°N,0.981130323915316°E         |           |                     | Modifica les dades a Wikidata |
|        | Granja d'Alfons Santacreu  | Vilanova de Meià | granja       |         | 41° 59′ 36″ N, 1° 01′ 39″ E / 41.9932070458037°N,1.02747069761946°E          |           |                     | Modifica les dades a Wikidata |
|        | Granja de Cal Rossell      | Vilanova de Meià | granja       |         | 41° 57′ 59″ N, 1° 01′ 34″ E / 41.9663718658579°N,1.02607858516972°E          |           |                     | Modifica les dades a Wikidata |
|        | Granja del Botiguer        | Vilanova de Meià | granja       |         | 41° 59′ 41″ N, 1° 04′ 51″ E / 41.9946361428071°N,1.08094602757039°E          |           |                     | Modifica les dades a Wikidata |
|        | Granja del Gili            | Vilanova de Meià | granja       |         | 41° 57′ 47″ N, 1° 01′ 25″ E / 41.9631118818449°N,1.02347624310337°E          |           |                     | Modifica les dades a Wikidata |
|        | Granja del Josep Feriol    | Vilanova de Meià | granja       |         | 41° 58′ 55″ N, 1° 01′ 59″ E / 41.9819445631758°N,1.03296053107956°E          |           |                     | Modifica les dades a Wikidata |
|        | Granja del Marcó           | Vilanova de Meià | granja       |         | 41° 59′ 19″ N, 1° 01′ 05″ E / 41.9884799778628°N,1.01812827133497°E          |           |                     | Modifica les dades a Wikidata |
|        | Granja del Platxat         | Vilanova de Meià | granja       |         | 41° 59′ 25″ N, 0° 59′ 43″ E / 41.9902812229021°N,0.995316451578236°E         |           |                     | Modifica les dades a Wikidata |
|        | Granja del Ramon Sala      | Vilanova de Meià | granja       |         | 41° 59′ 15″ N, 1° 02′ 18″ E / 41.9875572064069°N,1.03832856472546°E          |           |                     | Modifica les dades a Wikidata |
|        | Granja del Sala            | Vilanova de Meià | granja       |         | 41° 59′ 42″ N, 1° 00′ 45″ E / 41.9950405137696°N,1.01263668596791°E 632 msnm |           |                     | Modifica les dades a Wikidata |
|        | Granja del Sala            | Vilanova de Meià | granja       |         | 41° 59′ 00″ N, 1° 01′ 47″ E / 41.9833833235286°N,1.02968124936368°E 552 msnm |           |                     | Modifica les dades a Wikidata |

## indret
| imatge | Nom                    | Ubicat a                           | instància de | Detalls      | coordenades                                                                          | Protecció | Commons (més fotos)    | Dades a WD                    |
| ------ | ---------------------- | ---------------------------------- | ------------ | ------------ | ------------------------------------------------------------------------------------ | --------- | ---------------------- | ----------------------------- |
|        | Cinglo de Desferrador  | Gavet de la Conca Vilanova de Meià | indret       | Llarg: 1.5km | 42° 02′ 00″ N, 1° 01′ 35″ E / 42.033299°N,1.026381°E 1060 1154 msnm                  |           | Cinglo de Desferrador  | Modifica les dades a Wikidata |
|        | Feixes de la Roca Alta | Gavet de la Conca Vilanova de Meià | indret       |              | 42° 01′ 42″ N, 1° 01′ 22″ E / 42.02833333°N,1.02288889°E Montsec de Rúbies 1350 msnm |           | Feixes de la Roca Alta | Modifica les dades a Wikidata |

## masia
| imatge | Nom                 | Ubicat a         | instància de | Detalls                                                               | coordenades                                                                                     | Protecció                                  | Commons (més fotos) | Dades a WD                    |
| ------ | ------------------- | ---------------- | ------------ | --------------------------------------------------------------------- | ----------------------------------------------------------------------------------------------- | ------------------------------------------ | ------------------- | ----------------------------- |
|        | Ca l'Avellaneda     | Vilanova de Meià | masia        |                                                                       | 41° 59′ 29″ N, 0° 59′ 22″ E / 41.9914923758248°N,0.989387138043304°E                            |                                            |                     | Modifica les dades a Wikidata |
|        | Ca la Nati          | Vilanova de Meià | masia        |                                                                       | 41° 59′ 19″ N, 1° 01′ 05″ E / 41.9887322222737°N,1.01813251608669°E                             |                                            |                     | Modifica les dades a Wikidata |
|        | Cal Batistó de Dalt | Vilanova de Meià | masia        |                                                                       | 41° 59′ 11″ N, 1° 03′ 51″ E / 41.9863925884522°N,1.06414885830498°E                             |                                            |                     | Modifica les dades a Wikidata |
|        | Cal Bertran         | Vilanova de Meià | masia        |                                                                       | 41° 58′ 42″ N, 1° 04′ 31″ E / 41.9782692008527°N,1.07540273222147°E                             |                                            |                     | Modifica les dades a Wikidata |
|        | Cal Bipo            | Vilanova de Meià | masia        |                                                                       | 42° 00′ 34″ N, 0° 53′ 20″ E / 42.0094577837902°N,0.88900365510291°E                             |                                            |                     | Modifica les dades a Wikidata |
|        | Cal Bolló           | Vilanova de Meià | masia        |                                                                       | 41° 57′ 07″ N, 1° 02′ 39″ E / 41.952016990185°N,1.0442965625084°E                               |                                            |                     | Modifica les dades a Wikidata |
|        | Cal Botiguer        | Vilanova de Meià | masia        |                                                                       | 41° 59′ 42″ N, 1° 04′ 58″ E / 41.9951270936867°N,1.08283882061975°E                             |                                            |                     | Modifica les dades a Wikidata |
|        | Cal Cabàs           | Vilanova de Meià | masia        |                                                                       | 41° 57′ 37″ N, 1° 03′ 01″ E / 41.9603277016988°N,1.05025334947234°E                             |                                            |                     | Modifica les dades a Wikidata |
|        | Cal Canes           | Vilanova de Meià | masia        |                                                                       | 41° 57′ 09″ N, 1° 01′ 58″ E / 41.9526063279433°N,1.03265668132876°E                             |                                            |                     | Modifica les dades a Wikidata |
|        | Cal Caseta          | Vilanova de Meià | masia        |                                                                       | 41° 57′ 34″ N, 1° 02′ 33″ E / 41.9593495594767°N,1.04252455213013°E                             |                                            |                     | Modifica les dades a Wikidata |
|        | Cal Casset          | Vilanova de Meià | masia        |                                                                       | 41° 58′ 39″ N, 1° 04′ 31″ E / 41.9776084414221°N,1.07520537903207°E                             |                                            |                     | Modifica les dades a Wikidata |
|        | Cal Cisteller       | Vilanova de Meià | masia        |                                                                       | 41° 57′ 33″ N, 1° 02′ 33″ E / 41.959071748192°N,1.0426054549135°E                               |                                            |                     | Modifica les dades a Wikidata |
|        | Cal Diego López     | Vilanova de Meià | masia        |                                                                       | 41° 59′ 32″ N, 1° 01′ 25″ E / 41.9923382455474°N,1.02356189359205°E                             |                                            |                     | Modifica les dades a Wikidata |
|        | Cal Ferràs          | Vilanova de Meià | masia        |                                                                       | 41° 57′ 18″ N, 1° 03′ 13″ E / 41.9551060353094°N,1.0535495964753°E                              |                                            |                     | Modifica les dades a Wikidata |
|        | Cal Fontana         | Vilanova de Meià | masia        |                                                                       | 42° 00′ 58″ N, 1° 02′ 52″ E / 42.0161403621073°N,1.04770348041746°E                             |                                            |                     | Modifica les dades a Wikidata |
|        | Cal Ginesta         | Vilanova de Meià | masia        | Estat: ruïnós                                                         | 42° 00′ 44″ N, 0° 53′ 15″ E / 42.0121762881897°N,0.887464588714939°E 540 msnm                   |                                            |                     | Modifica les dades a Wikidata |
|        | Cal Gravant         | Vilanova de Meià | masia        | Estat: ruïnós                                                         | 42° 00′ 22″ N, 0° 54′ 23″ E / 42.0061368618729°N,0.906332476426762°E 700 msnm                   |                                            |                     | Modifica les dades a Wikidata |
|        | Cal Macià           | Vilanova de Meià | masia        |                                                                       | 42° 00′ 34″ N, 0° 53′ 41″ E / 42.0093830960888°N,0.894742051389638°E 668 msnm                   |                                            |                     | Modifica les dades a Wikidata |
|        | Cal Mans            | Vilanova de Meià | masia        |                                                                       | 42° 01′ 01″ N, 0° 59′ 30″ E / 42.016850597564°N,0.99158708657973°E                              |                                            |                     | Modifica les dades a Wikidata |
|        | Cal Nari            | Vilanova de Meià | masia        |                                                                       | 42° 00′ 47″ N, 1° 00′ 13″ E / 42.0129237121122°N,1.00365053353037°E                             |                                            |                     | Modifica les dades a Wikidata |
|        | Cal Petit           | Vilanova de Meià | masia        |                                                                       | 41° 57′ 22″ N, 1° 02′ 02″ E / 41.9562480445008°N,1.03389599887455°E                             |                                            |                     | Modifica les dades a Wikidata |
|        | Cal Sala            | Vilanova de Meià | masia        |                                                                       | 41° 59′ 46″ N, 1° 05′ 55″ E / 41.996156765454°N,1.0984817281581°E                               |                                            |                     | Modifica les dades a Wikidata |
|        | Cal Santolari       | Vilanova de Meià | masia        |                                                                       | 41° 57′ 13″ N, 1° 03′ 20″ E / 41.9535538580525°N,1.05549107789867°E                             |                                            |                     | Modifica les dades a Wikidata |
|        | Cal Soler           | Vilanova de Meià | masia        |                                                                       | 41° 57′ 55″ N, 1° 01′ 48″ E / 41.9653308078107°N,1.02996023628514°E                             |                                            |                     | Modifica les dades a Wikidata |
|        | Cal Sord            | Vilanova de Meià | masia        |                                                                       | 42° 00′ 37″ N, 0° 53′ 50″ E / 42.0103631955181°N,0.897112808367159°E                            |                                            |                     | Modifica les dades a Wikidata |
|        | Cal Vansa           | Vilanova de Meià | masia        |                                                                       | 41° 59′ 55″ N, 1° 05′ 28″ E / 41.998737033691°N,1.0911606879783°E                               |                                            |                     | Modifica les dades a Wikidata |
|        | Cal Viudeta         | Vilanova de Meià | masia        |                                                                       | 41° 57′ 43″ N, 1° 02′ 32″ E / 41.9620659439986°N,1.04232071399946°E                             |                                            |                     | Modifica les dades a Wikidata |
|        | Cal Xico            | Vilanova de Meià | masia        |                                                                       | 41° 59′ 33″ N, 1° 05′ 46″ E / 41.992516104403°N,1.0961756367469°E                               |                                            |                     | Modifica les dades a Wikidata |
|        | Cal Xol             | Vilanova de Meià | masia        |                                                                       | 41° 57′ 43″ N, 1° 03′ 10″ E / 41.9619361456652°N,1.05269005417887°E                             |                                            |                     | Modifica les dades a Wikidata |
|        | Casa de la Mina     | Vilanova de Meià | masia        |                                                                       | 42° 00′ 41″ N, 0° 56′ 45″ E / 42.0115237379066°N,0.94576525096279°E                             |                                            |                     | Modifica les dades a Wikidata |
|        | Casa del Pereta     | Vilanova de Meià | masia        |                                                                       | 41° 59′ 25″ N, 0° 58′ 10″ E / 41.990344241675°N,0.96948410425231°E                              |                                            |                     | Modifica les dades a Wikidata |
|        | Casa del Retratista | Vilanova de Meià | masia        |                                                                       | 41° 57′ 10″ N, 1° 02′ 10″ E / 41.9526545353705°N,1.03599720844062°E                             |                                            |                     | Modifica les dades a Wikidata |
|        | Masia Bulló         | Vilanova de Meià | masia        |                                                                       | 41° 56′ 07″ N, 1° 01′ 39″ E / 41.935334559473°N,1.02753082007535°E                              |                                            |                     | Modifica les dades a Wikidata |
|        | Masia de Sòls       | Vilanova de Meià | masia        |                                                                       | 41° 58′ 58″ N, 1° 01′ 30″ E / 41.9827255265031°N,1.02494568329893°E                             |                                            |                     | Modifica les dades a Wikidata |
|        | Masia dels Planells | Vilanova de Meià | masia        |                                                                       | 41° 59′ 40″ N, 1° 05′ 58″ E / 41.9944107082637°N,1.09932783820853°E                             |                                            |                     | Modifica les dades a Wikidata |
|        | Mataperunya         | Vilanova de Meià | masia        |                                                                       | 41° 59′ 36″ N, 0° 55′ 59″ E / 41.993298336664°N,0.93317260889186°E                              |                                            |                     | Modifica les dades a Wikidata |
|        | cal Pau             | Vilanova de Meià | masia        | Estil: arquitectura del Renaixement arquitectura barroca 16th century | 41° 57′ 36″ N, 1° 02′ 23″ E / 41.960031°N,1.039602°E ca:Camí Colònies Petit, Argentera 536 msnm | bé integrant del patrimoni cultural català | Cal Pau (Argentera) | Modifica les dades a Wikidata |
|        | els Castellets      | Vilanova de Meià | masia        |                                                                       | 41° 59′ 39″ N, 0° 56′ 56″ E / 41.9940375300066°N,0.948983883903784°E                            |                                            |                     | Modifica les dades a Wikidata |
|        | la Masia            | Vilanova de Meià | masia        |                                                                       | 41° 59′ 06″ N, 1° 01′ 05″ E / 41.984887253554°N,1.0179414374562°E                               |                                            |                     | Modifica les dades a Wikidata |
|        | les Ribes           | Vilanova de Meià | masia        |                                                                       | 41° 58′ 38″ N, 1° 04′ 22″ E / 41.9772324590482°N,1.07265793002743°E                             |                                            |                     | Modifica les dades a Wikidata |

## muntanya
| imatge | Nom                            | Ubicat a                                    | instància de | Detalls | coordenades                                                              | Protecció | Commons (més fotos)           | Dades a WD                    |
| ------ | ------------------------------ | ------------------------------------------- | ------------ | ------- | ------------------------------------------------------------------------ | --------- | ----------------------------- | ----------------------------- |
|        | Lo Puig                        | Vilanova de Meià                            | muntanya     |         | 41° 59′ 29″ N, 0° 54′ 44″ E / 41.991275°N,0.91223889°E 761.1 msnm        |           |                               | Modifica les dades a Wikidata |
|        | Puig del Camí Ramader          | Vilanova de Meià Gavet de la Conca          | muntanya     |         | 42° 01′ 14″ N, 0° 58′ 24″ E / 42.02062°N,0.973254°E 1637 msnm            |           | Puig del Camí Ramader         | Modifica les dades a Wikidata |
|        | Roca Alta                      | Camarasa Vilanova de Meià                   | muntanya     |         | 42° 00′ 50″ N, 0° 54′ 19″ E / 42.01397222°N,0.90521944°E 1178 msnm       |           | Roca Alta (Camarasa)          | Modifica les dades a Wikidata |
|        | Roca Alta                      | Vilanova de Meià Gavet de la Conca          | muntanya     |         | 42° 01′ 17″ N, 1° 00′ 37″ E / 42.021295°N,1.010158°E 1437 msnm           |           | Roca Alta (Gavet de la Conca) | Modifica les dades a Wikidata |
|        | Roca Roja                      | Vilanova de Meià                            | muntanya     |         | 42° 01′ 06″ N, 1° 03′ 48″ E / 42.018435°N,1.063265°E 932 msnm            |           | Roca Roja (Vilanova de Meià)  | Modifica les dades a Wikidata |
|        | Sant Mamet                     | Vilanova de Meià Alòs de Balaguer           | muntanya     |         | 41° 58′ 40″ N, 0° 56′ 29″ E / 41.9778152606°N,0.94130938873°E 1391 msnm  |           | Sant Mamet (Alòs de Balaguer) | Modifica les dades a Wikidata |
|        | Serra Grossa                   | Vilanova de Meià                            | muntanya     |         | 41° 56′ 30″ N, 1° 02′ 22″ E / 41.9418°N,1.03955°E 683 msnm               |           |                               | Modifica les dades a Wikidata |
|        | Tossal de Mirapallars i Urgell | Vilanova de Meià Llimiana Gavet de la Conca | muntanya     |         | 42° 01′ 16″ N, 0° 57′ 33″ E / 42.0210727556°N,0.959033353518°E 1672 msnm |           | Tossal de Mirapallars         | Modifica les dades a Wikidata |
|        | Tossal de la Cabana            | Camarasa Vilanova de Meià                   | muntanya     |         | 41° 58′ 34″ N, 0° 55′ 30″ E / 41.97608889°N,0.92497222°E 1061 msnm       |           |                               | Modifica les dades a Wikidata |
|        | Tossal de les Espedreres       | Vilanova de Meià                            | muntanya     |         | 41° 59′ 44″ N, 1° 00′ 52″ E / 41.9956°N,1.0145°E 660 msnm                |           |                               | Modifica les dades a Wikidata |
|        | Tossal de les Torretes         | Vilanova de Meià Llimiana                   | muntanya     |         | 42° 01′ 19″ N, 0° 56′ 18″ E / 42.02201°N,0.938414°E 1676 msnm            |           | Tossal de les Torretes        | Modifica les dades a Wikidata |
|        | el Cogulló                     | Vilanova de Meià                            | muntanya     |         | 41° 59′ 53″ N, 1° 02′ 21″ E / 41.998183°N,1.039182°E 1002 msnm           |           | El Cogulló (Vilanova de Meià) | Modifica les dades a Wikidata |

## pont
| imatge | Nom            | Ubicat a              | instància de | Detalls                       | coordenades                                                         | Protecció | Commons (més fotos)   | Dades a WD                    |
| ------ | -------------- | --------------------- | ------------ | ----------------------------- | ------------------------------------------------------------------- | --------- | --------------------- | ----------------------------- |
|        | la Passarel·la | Àger Vilanova de Meià | pont         | Travessa: Noguera Ribagorçana | 42° 00′ 36″ N, 0° 52′ 33″ E / 42.010034277133°N,0.875834095403842°E |           | La Passarel·la (Àger) | Modifica les dades a Wikidata |
|        | la Pinera      | Vilanova de Meià      | pont         |                               | 41° 58′ 02″ N, 1° 01′ 59″ E / 41.9671329346366°N,1.03316298686649°E |           |                       | Modifica les dades a Wikidata |

## porta de ciutat
| imatge | Nom                       | Ubicat a         | instància de    | Detalls                                 | coordenades                                          | Protecció                                  | Commons (més fotos)                          | Dades a WD                    |
| ------ | ------------------------- | ---------------- | --------------- | --------------------------------------- | ---------------------------------------------------- | ------------------------------------------ | -------------------------------------------- | ----------------------------- |
|        | Portal i voltes medievals | Vilanova de Meià | porta de ciutat | Estil: arquitectura gòtica 16th century | 41° 59′ 40″ N, 1° 01′ 22″ E / 41.994453°N,1.022835°E | bé integrant del patrimoni cultural català | Portal i voltes medievals (Vilanova de Meià) | Modifica les dades a Wikidata |
|        | Voltes                    | Gàrzola          | porta de ciutat | Estil: arquitectura popular             | 41° 57′ 47″ N, 1° 01′ 35″ E / 41.963155°N,1.026444°E | bé integrant del patrimoni cultural català |                                              | Modifica les dades a Wikidata |

## serra
| imatge | Nom                       | Ubicat a                         | instància de | Detalls | coordenades                                                       | Protecció | Commons (més fotos)                  | Dades a WD                    |
| ------ | ------------------------- | -------------------------------- | ------------ | ------- | ----------------------------------------------------------------- | --------- | ------------------------------------ | ----------------------------- |
|        | Serra de Sant Alís        | Vilanova de Meià                 | serra        |         | 42° 00′ 30″ N, 0° 59′ 01″ E / 42.0084°N,0.983505°E 1263 msnm      |           | Serra de Sant Alís                   | Modifica les dades a Wikidata |
|        | Serrat del Gramenet       | Vilanova de Meià                 | serra        |         | 42° 00′ 16″ N, 1° 04′ 09″ E / 42.0044°N,1.06919°E 763 msnm        |           | Serrat del Gramenet                  | Modifica les dades a Wikidata |
|        | Serreta de Sant Pere      | Vilanova de Meià                 | serra        |         | 41° 58′ 52″ N, 1° 03′ 33″ E / 41.98111667°N,1.05928333°E 655 msnm |           |                                      | Modifica les dades a Wikidata |
|        | la Pineda                 | Vilanova de Meià                 | serra        |         | 41° 56′ 08″ N, 1° 02′ 43″ E / 41.93560556°N,1.04514444°E 592 msnm |           |                                      | Modifica les dades a Wikidata |
|        | les Cabeces               | Artesa de Segre Vilanova de Meià | serra        |         | 41° 57′ 19″ N, 1° 00′ 42″ E / 41.955171°N,1.011608°E 698 msnm     |           |                                      | Modifica les dades a Wikidata |
|        | lo Tamany                 | Vilanova de Meià                 | serra        |         | 42° 01′ 48″ N, 1° 03′ 30″ E / 42.0299°N,1.058283°E 1103 msnm      |           | Lo Tamany                            | Modifica les dades a Wikidata |
|        | muntanya de Sant Ermengol | Artesa de Segre Vilanova de Meià | serra        |         | 41° 56′ 18″ N, 1° 03′ 46″ E / 41.93831389°N,1.06271389°E 627 msnm |           |                                      | Modifica les dades a Wikidata |
|        | serra de l'Obac           | Artesa de Segre Vilanova de Meià | serra        |         | 41° 58′ 14″ N, 1° 00′ 20″ E / 41.9706°N,1.00554°E 785 msnm        |           |                                      | Modifica les dades a Wikidata |
|        | serrat de Borrell         | Vilanova de Meià                 | serra        |         | 41° 58′ 31″ N, 1° 04′ 36″ E / 41.9752°N,1.07676°E 606 msnm        |           |                                      | Modifica les dades a Wikidata |
|        | serrat de la Feriola      | Artesa de Segre Vilanova de Meià | serra        |         | 41° 58′ 40″ N, 0° 57′ 30″ E / 41.9777°N,0.958244°E 1250 msnm      |           |                                      | Modifica les dades a Wikidata |
|        | serrat de la Vansa        | Vilanova de Meià                 | serra        |         | 41° 59′ 47″ N, 1° 04′ 20″ E / 41.9963°N,1.07232°E                 |           |                                      | Modifica les dades a Wikidata |
|        | serrat del Rector         | Vilanova de Meià                 | serra        |         | 41° 57′ 43″ N, 1° 01′ 55″ E / 41.9619°N,1.03182°E 577 msnm        |           | Serrat del Rector (Vilanova de Meià) | Modifica les dades a Wikidata |

## serralada
| imatge | Nom                    | Ubicat a | instància de | Detalls       | coordenades | Protecció | Commons (més fotos)    | Dades a WD                    |
| ------ | ---------------------- | --- | ------------ | ------------- | --- | --------- | ---------------------- | ----------------------------- |
|        | Montsec de Rúbies      | Vilanova de Meià Camarasa Llimiana Gavet de la Conca                                                                                                   | serralada    | Llarg: 13.5km | 42° 01′ 19″ N, 0° 56′ 18″ E / 42.0219°N,0.938333°E 42° 01′ 33″ N, 0° 57′ 49″ E / 42.02583°N,0.96371°E 1676 msnm |           | Montsec de Rúbies      | Modifica les dades a Wikidata |
|        | Muntanya de Sant Mamet | Vilanova de Meià Camarasa Alòs de Balaguer Artesa de Segre                                                                                             | serralada    |               | 41° 58′ 10″ N, 0° 56′ 42″ E / 41.969314°N,0.945116°E 1390.5 msnm                                                |           | Muntanya de Sant Mamet | Modifica les dades a Wikidata |
|        | serra del Montsec      | Vilanova de Meià Artesa de Segre Àger Camarasa Gavet de la Conca Isona i Conca Dellà Llimiana Castell de Mur Sant Esteve de la Sarga Viacamp i Lliterà | serralada    | Llarg: 45km   | 42° 02′ 39″ N, 0° 45′ 59″ E / 42.04416667°N,0.76638889°E 1676 msnm                                              |           | Montsec                | Modifica les dades a Wikidata |

## vèrtex geodèsic
| imatge | Nom                   | Ubicat a         | instància de    | Detalls   | coordenades                                                        | Protecció | Commons (més fotos) | Dades a WD                    |
| ------ | --------------------- | ---------------- | --------------- | --------- | ------------------------------------------------------------------ | --------- | ------------------- | ----------------------------- |
|        | Cogullo               | Vilanova de Meià | vèrtex geodèsic | Alt: 1.2m | 41° 59′ 54″ N, 1° 02′ 21″ E / 41.998203°N,1.039236°E 1002.563 msnm |           |                     | Modifica les dades a Wikidata |
|        | Pallars (Mirapallars) | Vilanova de Meià | vèrtex geodèsic | Alt: 1.2m | 42° 01′ 19″ N, 0° 56′ 18″ E / 42.021986°N,0.938413°E 1676.548 msnm |           |                     | Modifica les dades a Wikidata |
|        | San Mamet             | Vilanova de Meià | vèrtex geodèsic | Alt: 1.2m | 41° 58′ 40″ N, 0° 56′ 29″ E / 41.977676°N,0.941351°E 1391.231 msnm |           |                     | Modifica les dades a Wikidata |
|        | Serra Grosa           | Vilanova de Meià | vèrtex geodèsic | Alt: 1.2m | 41° 56′ 31″ N, 1° 02′ 22″ E / 41.941821°N,1.039529°E 683.149 msnm  |           |                     | Modifica les dades a Wikidata |

## Misc
| imatge | Nom                                        | Ubicat a | instància de                                   | Detalls                                                      | coordenades | Protecció                                                                                        | Commons (més fotos)                      | Dades a WD                    |
| ------ | ------------------------------------------ | --- | ---------------------------------------------- | ------------------------------------------------------------ | --- | ------------------------------------------------------------------------------------------------ | ---------------------------------------- | ----------------------------- |
|        | Centre d'Interpretació del Montsec de Meià | Vilanova de Meià | centre d'interpretació                         |                                                              | 1° 59′ 43″ N, 1° 01′ 18″ E / 1.9953216°N,1.0216007°E ca:Carrer Costa Codina, 16, 25735 Vilanova de Meià, Lleida |                                                                                                  |                                          | Modifica les dades a Wikidata |
|        | Espai d'Interès Natural del Montsec        | Àger Camarasa Vilanova de Meià Castell de Mur Gavet de la Conca Isona i Conca Dellà Llimiana Sant Esteve de la Sarga Tremp | espai d'interès natural Espai Natural Protegit | 1992 Superfície: 22071ha                                     | |                                                                                                  |                                          | Modifica les dades a Wikidata |
|        | Fabregada                                  | Vilanova de Meià | despoblat                                      |                                                              | 42° 01′ 03″ N, 1° 02′ 45″ E / 42.017382°N,1.045853°E 880 msnm                                                   |                                                                                                  | Fabregada (Vilanova de Meià)             | Modifica les dades a Wikidata |
|        | L-913                                      | Vilanova de Meià | carretera                                      |                                                              | 41° 59′ 41″ N, 1° 01′ 25″ E / 41.9946°N,1.02372°E                                                               |                                                                                                  |                                          | Modifica les dades a Wikidata |
|        | Molí fariner de Lluçars                    | Lluçars | molí Ús: molí fariner                          | Estil: arquitectura gòtica arquitectura barroca 14th century | 41° 58′ 31″ N, 1° 03′ 22″ E / 41.97521°N,1.05606°E ca:C. del Molí, 8 614 msnm                                   | bé integrant del patrimoni cultural català                                                       | Molí fariner de Lluçars                  | Modifica les dades a Wikidata |
|        | Peralba                                    | Vilanova de Meià | nucli de població                              |                                                              | 41° 59′ 34″ N, 0° 55′ 09″ E / 41.99285°N,0.919058333333°E 749 msnm                                              |                                                                                                  | Peralba                                  | Modifica les dades a Wikidata |
|        | Plaça Major de Vilanova de Meià            | Vilanova de Meià | plaça                                          | Estil: arquitectura popular 14th century                     | 41° 59′ 42″ N, 1° 01′ 24″ E / 41.99498°N,1.02329°E                                                              | bé integrant del patrimoni cultural català                                                       | Plaça Major de Vilanova de Meià          | Modifica les dades a Wikidata |
|        | carrer de la Font de Santa Maria de Meià   | Santa Maria de Meià | carrer                                         | Estil: arquitectura popular 12nd century                     | 41° 59′ 35″ N, 0° 59′ 39″ E / 41.99315°N,0.99426°E                                                              | bé integrant del patrimoni cultural català                                                       | Carrer de la Font de Santa Maria de Meià | Modifica les dades a Wikidata |
|        | casa consistorial de Vilanova de Meià      | Vilanova de Meià | casa consistorial                              |                                                              | 41° 59′ 44″ N, 1° 01′ 24″ E / 41.99556°N,1.0234663°E                                                            |                                                                                                  |                                          | Modifica les dades a Wikidata |
|        | cova de la Vansa                           | Vilanova de Meià | abric rocós                                    |                                                              | 41° 59′ 29″ N, 1° 04′ 23″ E / 41.9914669212846°N,1.07294068880705°E                                             |                                                                                                  | Cova de la Vansa                         | Modifica les dades a Wikidata |
|        | cova del Cogulló                           | Vilanova de Meià | jaciment arqueològic gruta amb art rupestre    |                                                              | 41° 59′ 53″ N, 1° 02′ 21″ E / 41.998135°N,1.039127°E                                                            | bé d'interès cultural lloc component de Patrimoni de la Humanitat bé cultural d'interès nacional |                                          | Modifica les dades a Wikidata |
|        | jaciment paleontològic de la Llobera       | Vilanova de Meià | jaciment paleontològic                         |                                                              | 42° 00′ 49″ N, 1° 02′ 25″ E / 42.01355°N,1.040183°E                                                             | bé integrant del patrimoni cultural català                                                       | Jaciment paleontològic de la Llobera     | Modifica les dades a Wikidata |
|        | la Lloella del Llop                        | Vilanova de Meià | dolmen jaciment arqueològic                    |                                                              | 42° 00′ 39″ N, 1° 00′ 00″ E / 42.010807°N,0.999958°E 1034 msnm                                                  | bé integrant del patrimoni cultural català                                                       |                                          | Modifica les dades a Wikidata |
|        | pantà de Camarasa                          | Àger Vilanova de Meià Camarasa les Avellanes i Santa Linya                                                                 | embassament                                    | Superfície: 624ha Volum: 163.4hm³ Conca: 2850km²             | 41° 54′ 29″ N, 0° 53′ 13″ E / 41.90806°N,0.886862°E 336 msnm                                                    |                                                                                                  | Pantà de Camarasa                        | Modifica les dades a Wikidata |
|        | pantà de Camarasa, sector Palanca          | Vilanova de Meià Àger | zona humida                                    | Superfície: 37.4ha                                           | 42° 00′ 51″ N, 0° 52′ 29″ E / 42.0143°N,0.8746°E 339 msnm                                                       |                                                                                                  | Pantà de Camarasa, sector Palanca        | Modifica les dades a Wikidata |
|        | pas de les Eugues                          | Vilanova de Meià Gavet de la Conca                                                                                         | collada                                        |                                                              | 42° 01′ 17″ N, 0° 59′ 35″ E / 42.021493°N,0.993053°E 1365 msnm                                                  |                                                                                                  | Pas de les Eugues                        | Modifica les dades a Wikidata |